# Strade Bianche 2013
La 7e édition des Strade Bianche a eu lieu le 2 mars 2013, en Toscane, avec un parcours tracé entre Gaiole in Chianti et Sienne sur 190 km, empruntant les strade bianche, chemins non goudronnés, sur environ 57 km.

## Présentation

### Équipes
Classés en catégorie 1.1 de l'UCI Europe Tour, les Strade Bianche sont par conséquent ouverts aux UCI ProTeams dans la limite de 50 % des équipes participantes, aux équipes continentales professionnelles, aux équipes continentales et à des équipes nationales.
On retrouve un total de 17 équipes au départ, 12 faisant partie des ProTeams, la première division mondiale, et les cinq autres des équipes continentales professionnelles, la seconde division mondiale.
| ProTeams (12)- RadioShack-Leopard - AG2R La Mondiale - Astana - Blanco - BMC Racing Team - Cannondale Pro Cycling - Garmin Sharp - Katusha - Lampre-Merida - Movistar Team - Argos-Shimano - Vacansoleil-DCM Équipes continentales professionnelles (5)- Androni Giocattoli-Venezuela - Bardiani Valvole-CSF Inox - Crelan-Euphony - IAM Cycling - Vini Fantini-Selle Italia |
| |

## Classements

### Classement de la course
| \| Classement général \| Classement général \| Classement général \| Classement général \| Classement général \| \| Coureur \| Coureur \| Pays \| Équipe \| Temps \| \| ------------------ \| ------------------- \| ------------------ \| ---------------------------- \| ------------------ \| \| 1er \| Moreno Moser \| Italie \| Cannondale \| 5 h 01 min 53 s \| \| 2e \| Peter Sagan \| Slovaquie \| Cannondale \| + 6 s \| \| 3e \| Rinaldo Nocentini \| Italie \| AG2R La Mondiale \| + 7 s \| \| 4e \| Fabian Cancellara \| Suisse \| RadioShack-Leopard \| + 7 s \| \| 5e \| Aleksejs Saramotins \| Lettonie \| IAM Cycling \| + 7 s \| \| 6e \| Greg Van Avermaet \| Belgique \| BMC Racing Team \| + 7 s \| \| 7e \| Alexandr Kolobnev \| Russie \| Katusha \| + 7 s \| \| 8e \| Francesco Reda \| Italie \| Androni Giocattoli-Venezuela \| DQ \| \| 9e \| Giampaolo Caruso \| Italie \| Katusha \| + 10 s \| \| 10e \| Maxim Belkov \| Russie \| Katusha \| + 13 s \| \| 11e \| Przemysław Niemiec \| Pologne \| Lampre-Merida \| + 15 s \| \| 12e \| Simone Ponzi \| Italie \| Astana \| + 17 s \| \| 13e \| Alejandro Valverde \| Espagne \| Movistar Team \| + 17 s \| \| 14e \| Maxim Iglinskiy \| Kazakhstan \| Astana \| + 19 s \| \| 15e \| Andrey Amador \| Costa Rica \| Movistar Team \| + 21 s \| \| 16e \| Damiano Cunego \| Italie \| Lampre-Merida \| + 21 s \| \| 17e \| Giovanni Visconti \| Italie \| Movistar Team \| + 23 s \| \| 18e \| Tom-Jelte Slagter \| Pays-Bas \| Blanco \| + 23 s \| \| 19e \| Sergueï Lagoutine \| Ouzbekistan \| Vacansoleil-DCM \| + 23 s \| \| 20e \| Fabio Aru \| Italie \| Astana \| + 27 s \| |                     |             |                              |                 |
| |                     |             |                              |                 |
| |                     |             |                              |                 |
| Classement général |                     |             |                              |                 |
| Coureur | Coureur             | Pays        | Équipe                       | Temps           |
| 1er | Moreno Moser        | Italie      | Cannondale                   | 5 h 01 min 53 s |
| 2e | Peter Sagan         | Slovaquie   | Cannondale                   | + 6 s           |
| 3e | Rinaldo Nocentini   | Italie      | AG2R La Mondiale             | + 7 s           |
| 4e | Fabian Cancellara   | Suisse      | RadioShack-Leopard           | + 7 s           |
| 5e | Aleksejs Saramotins | Lettonie    | IAM Cycling                  | + 7 s           |
| 6e | Greg Van Avermaet   | Belgique    | BMC Racing Team              | + 7 s           |
| 7e | Alexandr Kolobnev   | Russie      | Katusha                      | + 7 s           |
| 8e | Francesco Reda      | Italie      | Androni Giocattoli-Venezuela | DQ              |
| 9e | Giampaolo Caruso    | Italie      | Katusha                      | + 10 s          |
| 10e | Maxim Belkov        | Russie      | Katusha                      | + 13 s          |
| 11e | Przemysław Niemiec  | Pologne     | Lampre-Merida                | + 15 s          |
| 12e | Simone Ponzi        | Italie      | Astana                       | + 17 s          |
| 13e | Alejandro Valverde  | Espagne     | Movistar Team                | + 17 s          |
| 14e | Maxim Iglinskiy     | Kazakhstan  | Astana                       | + 19 s          |
| 15e | Andrey Amador       | Costa Rica  | Movistar Team                | + 21 s          |
| 16e | Damiano Cunego      | Italie      | Lampre-Merida                | + 21 s          |
| 17e | Giovanni Visconti   | Italie      | Movistar Team                | + 23 s          |
| 18e | Tom-Jelte Slagter   | Pays-Bas    | Blanco                       | + 23 s          |
| 19e | Sergueï Lagoutine   | Ouzbekistan | Vacansoleil-DCM              | + 23 s          |
| 20e | Fabio Aru           | Italie      | Astana                       | + 27 s          |

## Liste des participants
| Légende | Légende                                                         | Légende | Légende                                          |
| ------- | --------------------------------------------------------------- | ------- | ------------------------------------------------ |
| Num     | Dossard de départ porté par le coureur sur cette Strade Bianche | Pos     | Position à l'arrivée de la course                |
| NP      | Indique un coureur qui n'a pas pris le départ de la course      | AB      | Indique un coureur qui n'a pas terminé la course |
| HD      | Indique un coureur qui a terminé la course hors des délais      |         |                                                  |

| RadioShack-Leopard RLT | RadioShack-Leopard RLT  | RadioShack-Leopard RLT |
| ---------------------- | ----------------------- | ---------------------- |
| Num                    | Coureur                 | Pos                    |
| 1                      | Fabian Cancellara (SUI) | 4e                     |
| 2                      | Matthew Busche (USA)    | 64e                    |
| 3                      | Danilo Hondo (GER)      | AB                     |
| 4                      | Giacomo Nizzolo (ITA)   | 63e                    |
| 5                      | Yaroslav Popovych (UKR) | 58e                    |
| 6                      | Grégory Rast (SUI)      | AB                     |
| 7                      | Thomas Rohregger (AUT)  | 40e                    |
| 8                      | Hayden Roulston (NZL)   | AB                     |

| AG2R La Mondiale ALM | AG2R La Mondiale ALM     | AG2R La Mondiale ALM |
| -------------------- | ------------------------ | -------------------- |
| Num                  | Coureur                  | Pos                  |
| 11                   | Manuel Belletti (ITA)    | AB                   |
| 12                   | Carlos Betancur (COL)    | AB                   |
| 13                   | John Gadret (FRA)        | AB                   |
| 14                   | Ben Gastauer (LUX)       | AB                   |
| 15                   | Sylvain Georges (FRA)    | AB                   |
| 16                   | Blel Kadri (FRA)         | AB                   |
| 17                   | Valentin Iglinskiy (KAZ) | AB                   |
| 18                   | Rinaldo Nocentini (ITA)  | 3e                   |

| Androni Giocattoli-Venezuela AND | Androni Giocattoli-Venezuela AND | Androni Giocattoli-Venezuela AND |
| -------------------------------- | -------------------------------- | -------------------------------- |
| Num                              | Coureur                          | Pos                              |
| 21                               | Franco Pellizotti (ITA)          | 29e                              |
| 22                               | Riccardo Chiarini (ITA)          | 24e                              |
| 23                               | Matteo Di Serafino (ITA)         | 67e                              |
| 24                               | Giairo Ermeti (ITA)              | 46e                              |
| 25                               | Marco Frapporti (ITA)            | AB                               |
| 26                               | Alessandro Malaguti (ITA)        | 57e                              |
| 27                               | Antonio Parrinello (ITA)         | AB                               |
| 28                               | Francesco Reda (ITA)             | 8e                               |

| Astana AST | Astana AST               | Astana AST |
| ---------- | ------------------------ | ---------- |
| Num        | Coureur                  | Pos        |
| 31         | Fredrik Kessiakoff (SWE) | 31e        |
| 32         | Maxim Iglinskiy (KAZ)    | 14e        |
| 33         | Fabio Aru (ITA)          | 20e        |
| 34         | Tanel Kangert (EST)      | 72e        |
| 35         | Alessandro Vanotti (ITA) | 50e        |
| 36         | Dmitriy Gruzdev (KAZ)    | 74e        |
| 37         | Valerio Agnoli (ITA)     | AB         |
| 38         | Simone Ponzi (ITA)       | 12e        |

| Bardiani Valvole-CSF Inox BAR | Bardiani Valvole-CSF Inox BAR | Bardiani Valvole-CSF Inox BAR |
| ----------------------------- | ----------------------------- | ----------------------------- |
| Num                           | Coureur                       | Pos                           |
| 41                            | Sacha Modolo (ITA)            | AB                            |
| 42                            | Enrico Battaglin (ITA)        | AB                            |
| 43                            | Marco Canola (ITA)            | 76e                           |
| 44                            | Sonny Colbrelli (ITA)         | 38e                           |
| 45                            | Andrea Pasqualon (ITA)        | 39e                           |
| 46                            | Andrea Di Corrado (ITA)       | AB                            |
| 47                            | Marco Coledan (ITA)           | AB                            |
| 48                            | Nicola Boem (ITA)             | 79e                           |

| Blanco BLA | Blanco BLA                 | Blanco BLA |
| ---------- | -------------------------- | ---------- |
| Num        | Coureur                    | Pos        |
| 51         | Tom-Jelte Slagter (NED)    | 18e        |
| 52         | Lars Boom (NED)            | AB         |
| 53         | Paul Martens (GER)         | 43e        |
| 54         | Moreno Hofland (NED)       | AB         |
| 55         | Lars Petter Nordhaug (NOR) | 30e        |
| 56         | Robert Wagner (GER)        | AB         |
| 57         | Sep Vanmarcke (BEL)        | AB         |
| 58         | Maarten Wynants (BEL)      | AB         |

| BMC Racing BMC | BMC Racing BMC          | BMC Racing BMC |
| -------------- | ----------------------- | -------------- |
| Num            | Coureur                 | Pos            |
| 61             | Adam Blythe (GBR)       | AB             |
| 62             | Cadel Evans (AUS)       | 28e            |
| 63             | Martin Kohler (SUI)     | AB             |
| 64             | Taylor Phinney (USA)    | 65e            |
| 65             | Manuel Quinziato (ITA)  | 59e            |
| 66             | Michael Schär (SUI)     | 21e            |
| 67             | Greg Van Avermaet (BEL) | 6e             |
| 68             | Steve Cummings (GBR)    | 61e            |

| Cannondale CAN | Cannondale CAN             | Cannondale CAN |
| -------------- | -------------------------- | -------------- |
| Num            | Coureur                    | Pos            |
| 71             | Peter Sagan (SVK)          | 2e             |
| 72             | Moreno Moser (ITA)         | 1er            |
| 73             | Maciej Bodnar (POL)        | 52e            |
| 74             | Tiziano Dall'Antonia (ITA) | AB             |
| 75             | Kristjan Koren (SLO)       | 34e            |
| 76             | Daniele Ratto (ITA)        | AB             |
| 77             | Fabio Sabatini (ITA)       | 51e            |
| 78             | Brian Vandborg (DEN)       | 62e            |

| Crelan-Euphony CRE | Crelan-Euphony CRE        | Crelan-Euphony CRE |
| ------------------ | ------------------------- | ------------------ |
| Num                | Coureur                   | Pos                |
| 81                 | Frédéric Amorison (BEL)   | AB                 |
| 82                 | Joeri Bueken (BEL)        | AB                 |
| 83                 | Gilles Devillers (BEL)    | AB                 |
| 84                 | Sébastien Delfosse (BEL)  | 36e                |
| 85                 | Baptiste Planckaert (BEL) | 56e                |
| 86                 | Christophe Prémont (BEL)  | 78e                |
| 87                 | Stijn Steels (BEL)        | 73e                |
| 68                 | Klaas Sys (BEL)           | 75e                |

| Garmin-Sharp GRS | Garmin-Sharp GRS           | Garmin-Sharp GRS |
| ---------------- | -------------------------- | ---------------- |
| Num              | Coureur                    | Pos              |
| 91               | Thomas Dekker (NED)        | 42e              |
| 92               | Rohan Dennis (AUS)         | 48e              |
| 93               | Tyler Farrar (USA)         | 54e              |
| 94               | Robert Hunter (RSA)        | 53e              |
| 95               | Daniel Martin (Irlande)    | AB               |
| 96               | Ramūnas Navardauskas (LTU) | AB               |
| 97               | Nick Nuyens (BEL)          | AB               |
| 98               | Sébastien Rosseler (BEL)   | AB               |

| IAM | IAM                         | IAM |
| --- | --------------------------- | --- |
| Num | Coureur                     | Pos |
| 101 | Dominic Klemme (GER)        | 49e |
| 102 | Matthias Brändle (AUT)      | 22e |
| 103 | Reto Hollenstein (SUI)      | 47e |
| 104 | Sébastien Reichenbach (SUI) | 26e |
| 105 | Pirmin Lang (SUI)           | 60e |
| 106 | Matteo Pelucchi (ITA)       | 77e |
| 107 | Aleksejs Saramotins (LAT)   | AB  |
| 108 | Marcel Wyss (SUI)           | 66e |

| Katusha KAT | Katusha KAT                 | Katusha KAT |
| ----------- | --------------------------- | ----------- |
| Num         | Coureur                     | Pos         |
| 111         | Maxim Belkov (RUS)          | 10e         |
| 112         | Pavel Brutt (RUS)           | 25e         |
| 113         | Giampaolo Caruso (ITA)      | 9e          |
| 114         | Vladimir Isaychev (RUS)     | AB          |
| 115         | Alexandr Kolobnev (RUS)     | 7e          |
| 117         | Aliaksandr Kuschynski (BLR) | 69e         |
| 118         | Luca Paolini (ITA)          | AB          |

| Lampre-Merida LAM | Lampre-Merida LAM         | Lampre-Merida LAM |
| ----------------- | ------------------------- | ----------------- |
| Num               | Coureur                   | Pos               |
| 121               | Matteo Bono (ITA)         | AB                |
| 122               | Mattia Cattaneo (ITA)     | AB                |
| 123               | Damiano Cunego (ITA)      | 16e               |
| 124               | Elia Favilli (ITA)        | 45e               |
| 125               | Massimo Graziato (ITA)    | AB                |
| 126               | Przemysław Niemiec (POL)  | 11e               |
| 127               | Daniele Pietropolli (ITA) | 68e               |
| 128               | Filippo Pozzato (ITA)     | AB                |

| Movistar MOV | Movistar MOV             | Movistar MOV |
| ------------ | ------------------------ | ------------ |
| Num          | Coureur                  | Pos          |
| 131          | Andrey Amador (CRC)      | 15e          |
| 132          | Juan José Cobo (ESP)     | 37e          |
| 133          | José Herrada (ESP)       | AB           |
| 134          | Pablo Lastras (ESP)      | AB           |
| 135          | Ángel Madrazo (ESP)      | 44e          |
| 136          | Enrique Sanz (ESP)       | AB           |
| 137          | Eloy Teruel (ESP)        | AB           |
| 138          | Alejandro Valverde (ESP) | 13e          |

| Argos-Shimano ARG | Argos-Shimano ARG         | Argos-Shimano ARG |
| ----------------- | ------------------------- | ----------------- |
| Num               | Coureur                   | Pos               |
| 141               | Thomas Damuseau (FRA)     | AB                |
| 142               | Johannes Fröhlinger (GER) | AB                |
| 143               | Simon Geschke (GER)       | AB                |
| 144               | Luka Mezgec (SLO)         | AB                |
| 145               | François Parisien (CAN)   | 27e               |
| 146               | Thomas Peterson (USA)     | AB                |
| 147               | Ramon Sinkeldam (NED)     | AB                |
| 148               | Albert Timmer (NED)       | AB                |

| Vacansoleil-DCM VCD | Vacansoleil-DCM VCD       | Vacansoleil-DCM VCD |
| ------------------- | ------------------------- | ------------------- |
| Num                 | Coureur                   | Pos                 |
| 151                 | Grega Bole (SLO)          | AB                  |
| 152                 | Wesley Kreder (NED)       | 71e                 |
| 153                 | Sergueï Lagoutine (UZB)   | 19e                 |
| 154                 | Juan Antonio Flecha (ESP) | 32e                 |
| 155                 | Pim Ligthart (NED)        | 70e                 |
| 156                 | Marco Marcato (ITA)       | 33e                 |
| 157                 | Rob Ruijgh (NED)          | 35e                 |
| 158                 | Boy van Poppel (NED)      | 55e                 |

| Vini Fantini-Selle Italia VIN | Vini Fantini-Selle Italia VIN | Vini Fantini-Selle Italia VIN |
| ----------------------------- | ----------------------------- | ----------------------------- |
| Num                           | Coureur                       | Pos                           |
| 161                           | Oscar Gatto (ITA)             | 23e                           |
| 163                           | Mauro Finetto (ITA)           | 41e                           |
| 164                           | Matteo Rabottini (ITA)        | AB                            |
| 165                           | Luigi Miletta (ITA)           | AB                            |
| 166                           | Alessandro Proni (ITA)        | AB                            |
| 167                           | Mauro Santambrogio (ITA)      | AB                            |
| 168                           | Fabio Taborre (ITA)           | AB                            |